# Ambassade de France au Mexique
L'ambassade de France au Mexique est la représentation diplomatique de la République française auprès des États-Unis du Mexique. Elle est située à Mexico, la capitale du pays, et son ambassadrice est, depuis 2024, Delphine Borione.

## Ambassade
L'ambassade est située à Mexico. Elle accueille aussi le consulat général de France. Composée de deux bâtiments principaux, elle permet de recevoir les 150 personnes qui y travaillent. 

## Histoire
La première pierre de l'actuelle ambassade de France a été posée le 18 février 1992 par le secrétaire d'État aux Affaires étrangères Alain Vivien. Le bâtiment a été inauguré par le ministre des Affaires étrangères Hervé de Charette, le 24 mai 1996. L'architecture, sous la direction de Bernard Kohn, a été déterminée par la volonté de mettre en valeur la culture locale tout en représentant la France et son histoire, entre modernité, simplicité et sécurité.

## Ministres plénipotentiaires et ambassadeurs de France au Mexique
| De   | À    | Envoyés extraordinaires et ministres plénipotentiaires |
| ---- | ---- | ------------------------------------------------------ |
| 1831 | 1831 | Jean-Baptiste Louis Gros                               |
| 1831 | 1832 | Louis Vivien de Saint-Martin                           |
| 1832 | 1839 | Antoine-Louis Deffaudis                                |
| 1839 | 1846 | Alley de Ciprey                                        |
| 1846 | 1848 | Alexis Eugène Thuriot de La Rosière                    |
| 1848 | 1851 | André Levasseur                                        |
| 1851 | 1860 | Jean Alexis de Cadoine de Gabriac                      |
| 1860 | 1863 | Alphonse Dubois de Saligny                             |
| 1863 | 1865 | Charles François de Montholon Sémonville               |
| 1865 | 1869 | Alphonse Dano                                          |
| 1869 | 1880 | Ernest Burdel                                          |
| 1880 | 1881 | François Boissy d'Anglas                               |
| 1881 | 1881 | Jean-Félix-Arthur-Amand de Richemont de Richard'son    |
| 1881 | 1885 | Gustave de Coutouly                                    |
| 1885 | 1889 | Gaëtan Partiot                                         |
| 1889 | 1891 | Olivier Claude Augustin Poullain de Saint-Foix         |
| 1891 | 1891 | Albert-Henri Blanchard de Farges                       |
| 1891 | 1896 | Robert Charles Guillaume Gouhier de Petiteville        |
| 1896 | 1900 | Georges Charles Benoit                                 |
| 1900 | 1900 | Hugo Boulard-Pouqueville                               |
| 1900 | 1907 | Camille Blondel                                        |
| 1907 | 1908 | Alfred Chilhaud-Dumaine                                |
| 1908 | 1911 | Paul Lefaivre                                          |
| 1911 | 1913 | Gaston Albert Joseph Marie Moisson de Vaux Saint-Cyr   |
| 1913 | 1914 | François Dejean                                        |
| 1914 | 1916 | Victor Ayguesparsse                                    |
| 1915 | 1916 | Paul Lefaivre                                          |
| 1916 | 1920 | Fernand Couget (de)                                    |
| 1920 | 1921 | Victor Ayguesparsse                                    |
| 1921 | 1922 | Jules-François Blondel                                 |
| 1922 | 1924 | marquis de Chinchant                                   |
| 1924 | 1928 | Ernest Lagarde                                         |
| 1928 | 1928 | Félix Tellier                                          |
| 1928 | 1928 | Maurice Somoin                                         |
| 1928 | 1932 | Jean-Baptiste Périer                                   |
| 1932 | 1933 | Eirik Labonne                                          |
| 1933 | 1935 | Henri Goiran                                           |
| 1935 | 1935 | Bernard Hardion                                        |
| 1935 | 1939 | Henri Goiran                                           |
| 1939 | 1940 | Bernard Hardion                                        |
| 1940 | 1940 | Albert Bodard                                          |
| 1940 | 1943 | Gilbert Arvengas                                       |
| 1943 | 1946 | Maurice Garreau-Dombasle                               |
| De   | À    | Ambassadeurs                                           |
| 1946 | 1948 | Jean Lescuyer                                          |
| 1948 | 1955 | Lucien Bonneau                                         |
| 1955 | 1957 | Guillaume Georges-Picot                                |
| 1957 | 1962 | Jean Vyau de Lagarde                                   |
| 1962 | 1965 | Raymond Offroy                                         |
| 1965 | 1969 | Jacques Vimont                                         |
| 1969 | 1973 | Xavier Daufresne de La Chevalerie                      |
| 1973 | 1977 | Jean Beliard                                           |
| 1977 | 1982 | Jean-René Bernard                                      |
| 1982 | 1986 | Bernard Bochet                                         |
| 1986 | 1989 | Jacques-Alain de Sédouy                                |
| 1989 | 1992 | Alain Rouquié                                          |
| 1992 | 1994 | Paul Dijoud                                            |
| 1994 | 2000 | Bruno Delaye                                           |
| 2000 | 2004 | Philippe Faure                                         |
| 2004 | 2005 | Richard Duqué                                          |
| 2005 | 2008 | Alain Le Gourrierec                                    |
| 2008 | 2012 | Daniel Parfait                                         |
| 2012 | 2014 | Élisabeth Beton-Delègue                                |
| 2014 | 2017 | Maryse Bossière                                        |
| 2017 | 2020 | Anne Grillo                                            |
| 2020 | 2024 | Jean-Pierre Asvazadourian                              |
| 2024 | auj. | Delphine Borione                                       |

## Consulats

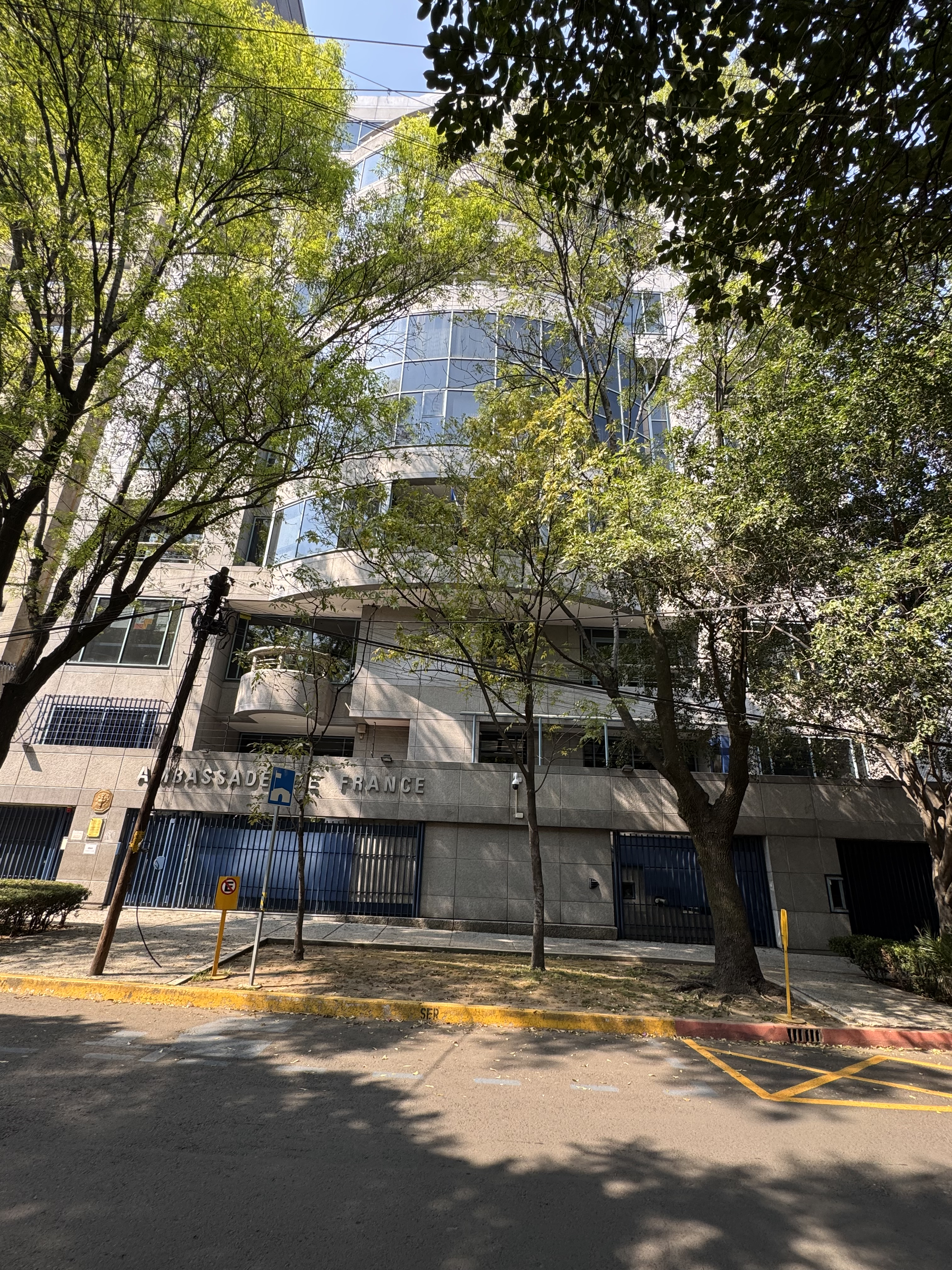
Consulat général de France à Mexico.

Outre le consulat général de France à Mexico et aussi un consulat général à Monterrey, il existe 15 consuls honoraires basés à :
- Acapulco
- Cancún
- Chihuahua
- Guadalajara
- Hermosillo
- La Paz
- Mazatlán
- Mérida
- Morelia
- Oaxaca
- Puebla
- San Luis Potosí
- Tijuana
- Tuxtla Gutiérrez
- Xalapa

### Communauté française
Lors de l'indépendance du Mexique, en 1821, les trois frères Arnaud, originaires de Jausiers, dans la vallée de l'Ubaye, s'installent à Mexico, après quelques années passées en Louisiane, entraînant avec eux des centaines de natifs de Barcelonnette et des environs et créant ainsi la première vague d'immigration qui se prolonge jusqu'au milieu du XXe siècle,.
Le nombre de Français établis au Mexique est estimé à environ 30 000, représentant une des plus importantes communautés étrangères, installée principalement à Mexico ou Guadalajara. Au 31 décembre 2016, 18 235 sont inscrits sur les registres consulaires.
| 2001  | 2002   | 2003   | 2004   |
| ----- | ------ | ------ | ------ |
| 9 384 | 11 293 | 13 087 | 13 681 |

| 2005   | 2006   | 2007   | 2008   |
| ------ | ------ | ------ | ------ |
| 13 510 | 14 492 | 14 315 | 15 378 |

| 2009   | 2010   | 2011   | 2012   |
| ------ | ------ | ------ | ------ |
| 16 048 | 16 404 | 17 315 | 17 556 |

| 2013   | 2014   | 2015   | 2016   |
| ------ | ------ | ------ | ------ |
| 17 690 | 17 728 | 18 537 | 18 235 |

### Circonscriptions électorales
Depuis la loi du 22 juillet 2013 réformant la représentation des Français établis hors de France avec la mise en place de conseils consulaires au sein des missions diplomatiques, les ressortissants français du Mexique élisent pour six ans cinq conseillers consulaires. Ces derniers ont trois rôles : 
1. ils sont des élus de proximité pour les Français de l'étranger ;
2. ils appartiennent à l'une des quinze circonscriptions qui élisent en leur sein les membres de l'Assemblée des Français de l'étranger ;
3. ils intègrent le collège électoral qui élit les sénateurs représentant les Français établis hors de France.

Pour l'élection à l'Assemblée des Français de l'étranger, le Mexique appartenait jusqu'en 2014 à la circonscription électorale de Mexico, comprenant aussi le Belize, le Costa Rica, le Guatemala, le Honduras, le Nicaragua, le Panama et le Salvador, et désignant trois sièges. Le Mexique appartient désormais à la circonscription électorale « Amérique Latine et Caraïbes » dont le chef-lieu est São Paulo et qui désigne sept de ses 49 conseillers consulaires pour siéger parmi les 90 membres de l'Assemblée des Français de l'étranger.
Pour l'élection des députés des Français de l’étranger, le Mexique dépend de la 2e circonscription.